# 真島茂樹
真島 茂樹（まじま しげき、1947年〈昭和22年〉3月22日 - 2024年〈令和6年〉5月22日）は、日本のダンサー、振付師、歌手。栃木県宇都宮市出身。三喜プロモーション所属。

## 来歴
幼少期からクラシックバレエを習い、小学四年生の時の観覧を機に日劇ダンシングチーム入りを志すようになる。中卒でダンサーに専念することを父に反対されたため、東京商業高等学校に通いながら、東宝芸能学校とバレエ教室で専門教育を受ける。
1964年に日劇ダンシングチーム（23期）に所属。1970年にスター格に昇進。1972年に芸名を真島茂樹に改名。阿世知守の退団に伴い1976年秋から看板スターの一角を担い、男性団員としてはトップスターの神崎一人に次ぐ銀看板となる。1981年に日劇は閉館、それに伴いチームも解散。
その後、ダンス講師やミュージカル等に出演し活躍する。日本舞踊をベースに振り付けを行った 『マツケンサンバII』 が2004年にヒットすると、そのダンサーの中でのメインパートも担当し、本人のオネエキャラを含めて徐々に注目されるようになった。ただし、本人はゲイではなくバイセクシャルであると公言している。
2005年7月に、『花吹雪 不夜恋』（はなふぶき ふやのこい）でCDデビュー。また、当時ブレイクしていたお笑いコンビのレギュラーと共に、ユニット“マジーとレギュラー”を結成し、2006年7月21日に浅倉大介プロデュースによるシングル 『愛キラキラ』 をリリースした。
同年の大晦日には第57回NHK紅白歌合戦にて、スペシャルゲストとして参加。出場歌手美川憲一の『さそり座の女2006〜オペラバージョン〜』にて、振り付けを担当。
翌年2007年の第58回NHK紅白歌合戦でも、スペシャルゲストとして白組トップバッターとなった美川憲一の『さそり座の女2007〜パラパラバージョン〜』にて振り付けを担当し、間奏で美川から「あんたたち、出番よ〜」と言われIKKOと共に登場し踊った。真島とIKKO曰く2人は『桃組』とのこと。
2021年の第72回NHK紅白歌合戦では特別企画で披露された『マツケンサンバII』の腰元ダンサーズの振り付けを担当し、自身も腰元ダンサーズの一員として久々の紅白出演を果たした。
2024年5月22日、自宅で倒れていたところを訪ねてきた知人が発見し、救急搬送されたが同日午後10時38分に病院で死亡が確認された。死因は虚血性心不全だった。77歳没。
2024年12月30日に第66回日本レコード大賞特別功労賞が授与される。

## 人物
一般的な愛称は「マジー」だが、松平健は「マジ」と呼ぶ。
生涯独身を貫き、年齢非公表にするなどの謎に満ちた人物像が注目され、一時期はオネエタレントとしても活躍した。

## 出演作品

### バラエティ番組
- おネエ★MANS （日本テレビ） - レギュラー
- 爆笑そっくりものまね紅白歌合戦スペシャル （フジテレビ） - 審査員
- マツケン・今ちゃん・オセロのGO!GO!サタ （フジテレビ）
- とんねるずのみなさんのおかげでした （フジテレビ） - いい旅おネエ気分
- 人生で1番長かった日（日本テレビ、2025年6月24日）※松平健特集のパートでVTRに登場。

### テレビドラマ
- 岡部警部シリーズ「多摩湖畔殺人事件」（2007年8月31日、フジテレビ）
- 月曜プレミア8 再雇用警察官4（2022年7月4日、テレビ東京） - 支配人・遠山 役
- おいハンサム!!2 第4話（2024年4月27日、東海テレビ・フジテレビ） - 話題の人 役

### 映画
- Me?Xavier!（2023年11月11日、カエルカフェ） - 主演 フランシスコ・ザビエル 役 ※振付も担当

### テレビCM
- マルハ 「リサーラ」 （DHA入りのソーセージ）
- 藤商事 「CRマツケンサンバII」 （マツケンサンバIIがテーマのパチスロ）

### DVD
- マツケンサンバII 振り付け完全マニュアルDVD （発売：ジェネオン）
- マツケンサンバII 振り付け完全マニュアルDVD II（トゥー） （ジェネオン）